# Інтегральний навчальний потенціал учня
Інтегральний навчальний потенціал учня (ІНПУ) — комплексна характеристика можливостей і ресурсів учня, яка відображає сукупність його інтелектуальних, мотиваційних, емоційно-вольових, фізіологічних, соціально-комунікативних, творчих та, у сучасних умовах, безпекових та інших чинників, що визначають перспективи ефективного навчання в конкретних умовах.
Концепцію ІНПУ запропоновано у 2025 році українським педагогом Володимиром Глущуком на тлі впровадження реформи «Нова українська школа» з метою переорієнтації освітнього процесу на глибоке знання про дитину та розкриття її потенціалу [1].
На відміну від традиційних уявлень про здібності як статичні властивості, ІНПУ розглядається як динамічна характеристика, що може змінюватися під впливом цілеспрямованого педагогічного впливу, розвитку середовища та особистісного досвіду.

## Структура
До структури ІНПУ входять: 
- Когнітивні здібності, рівень мисленнєвого розвитку, пам’ять та увага;
- Мотиваційні – навчальна мотивація, інтереси, навчальні цілі та прагнення;
- Емоційно-вольові – емоційна стійкість, самоконтроль, сила волі та наполегливість;
- Фізіологічні – стан здоров’я, нейрофізіологічні особливості, працездатність;
- Соціально-комунікативні – навички спілкування, уміння взаємодіяти в колективі, соціальна адаптивність;
- Творчі – креативність, здатність до творчого мислення та генерування ідей;
- Безпекові – відчуття безпеки, психоемоційний стан у кризових умовах (особливо актуально в умовах воєнного часу);
- Інші ресурси – будь-які інші особистісні та середовищні ресурси, що впливають на потенціал учня до навчання.

## Передумови
Ідея ІНПУ пов’язана з дослідженнями навчального потенціалу, що розвивалися від теорії зони найближчого розвитку Льва Виготського [2] та динамічного оцінювання навчуваності Рувена Фейєрштейна [3], і була доповнена сучасними підходами до holistic education — цілісного розвитку особистості.

## Запровадження
Модель ІНПУ передбачає:
1. Початкове оцінювання потенціалу учнів за комплексом індикаторів;
2. Побудову індивідуальної карти потенціалу;
3. Використання результатів для персоналізації навчання;
4. Моніторинг динаміки розвитку;
5. Корекцію освітньої траєкторії.

## Значення
Впровадження ІНПУ спрямоване на формування педагогіки довіри, індивідуалізацію освітнього процесу та розвиток культури підтримки в освіті. Концепція може бути адаптована в інших країнах у межах міжнародних програм розвитку освіти.
Джерела
1. Глущук, В. (2025). Пізнай дитину — навчай дитину: погляд практика. Освіта.UA. https://osvita.ua/school/method/95116/
2. Виготський, Л. С. (1978). Mind in Society: The Development of Higher Psychological Processes. Harvard University Press.
3. Feuerstein, R. (2002). The Learning Potential Assessment Device (LPAD). ICELP Press.